# Stazione di Grumello del Monte
Stazione di Grumello del Monte vasútállomás Olaszországban, Lombardia régióban, Grumello del Monte településen.

## Vasútvonalak
Az állomást az alábbi vasútvonalak érintik:
- Lecco–Brescia-vasútvonal

## Kapcsolódó állomások
A vasútállomáshoz az alábbi állomások vannak a legközelebb:
- Stazione di Chiuduno
- Stazione di Palazzolo sull’Oglio